# Camponotus penninervis
Camponotus penninervis é uma espécie de inseto do gênero Camponotus, pertencente à família Formicidae.